# Герб на Никарагуа
Гербът на Никарагуа първоначално е приет като герб на Централна Америка на 22 август 1823 г., като претърпява известни изменения в течение на времето. Сегашната версия е приета през 1971 г.
Триъгълникът символизира равенството, дъгата символизира мира, фригийската шапка символизира свободата, а петте вулкана символизират съюза и братството на петте централно-американски страни.